# Antonio Cocconcelli
Antonio Cocconcelli (Parma, 3 ottobre 1761 – Parma, 26 marzo 1846) è stato un ingegnere italiano.

## Biografia

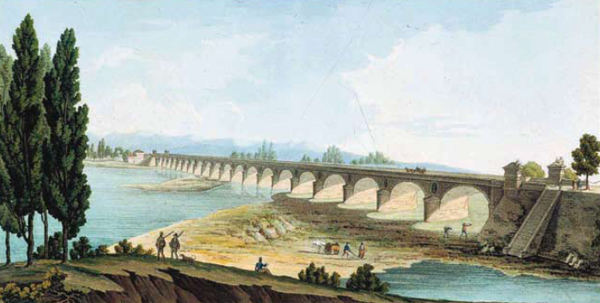
Il ponte sul Taro in un disegno dell'epoca

Tra i suoi primi lavori vi fu la costruzione di alcuni tratti della strada tra Ajaccio e Bastia, per i quali meritò le lodi di Napoleone Bonaparte
Rientrato in Italia, nel 1814 venne nominato ingegnere capo dell'Ufficio delle acque e strade del Ducato di Parma e Piacenza. Nel 1815 presentò il progetto per il ponte sul Taro della via Emilia, voluto dalla duchessa Maria Luisa d'Austria. I lavori iniziarono in marzo 1816 e terminarono nel 1821, dopo diverse interruzioni dovute a piene eccezionali e a polemiche legate sia agli interventi sul corso del fiume sia alla struttura del progetto (per il quale fu chiesta una consulenza a Carlo Parea, Ispettore delle Acque e Strade del Lombardo-Veneto), che portarono a modificare il disegno originario con l'aggiunta di tre arcate e di fori circolari sopra le pile, allo scopo di alleggerire la muratura e migliorare la possibilità di scarico delle acque nelle grandi piene.
Cocconcelli fu poi incaricato di progettare un ponte sulla Trebbia, autorizzato da un rescritto della duchessa Maria Luigia il 5 dicembre 1821 e compiuto nel 1825. Nel 1821 pubblicò una grande Carta topografica degli Stati di Parma di cui esistono copie nell'Archivio di Stato di Parma e nella Biblioteca Palatina. Nel 1825 pubblicò un Saggio teorico-pratico sulle acque correnti. Nel 1829 progettò le nuove porte di Santa Croce e di San Barnaba a Parma, inaugurate il 1º dicembre 1830. Progettò anche altri due ponti, quello sull'Arda, i cui lavori iniziarono in febbraio 1834 e terminarono nel 1837, e quello sul Nure, progettato assieme a F. Belleni e terminato nel 1838.
Cocconcelli fu professore di ingegneria civile all'Università di Parma. Venne insignito di varie onorificenze, tra cui Cavaliere dell'Ordine Costantiniano e Cavaliere dell'Ordine Sabaudo dei Santi Maurizio e Lazzaro. Fu consigliere di Stato onorario, capo degli ingegneri e direttore dell'Ufficio Acque e strade del Ducato di Parma.

## Opere
Pubblicò diversi scritti, tra cui:
- Istituzioni di idraulica teorico-pratica, tre volumi, Parma, 1832-1839
- Dissertazione sull'arte di osservare, Modena, 1844

## Riconoscimenti
A Parma gli è dedicata una via dell'Oltretorrente, che collega Barriera Santa Croce a Piazzale Picelli.